# Tiberius Iulius Abdes Pantera
Tiberius Iulius Abdes Pantera, né entre 34 et 11 av. J.-C., mort entre 29 et 52 ap. J.-C., était un soldat romain dont la pierre tombale sculptée a été retrouvée à Bingerbrück, un quartier de Bingen am Rhein (Allemagne), en 1859. Selon l'inscription qui y figure, il était âgé de 62 ans lors de son décès.
Historiquement, le nom « Pantera » n'est pas inhabituel : il a été en usage parmi les soldats romains notamment au IIe siècle,,. Toutefois, ce nom est surtout connu pour être, selon certains Pères de l'Église ainsi que des auteurs païens ou juifs, celui de membres de la famille de Jésus. Certains historiens ont donc émis l'hypothèse qu'il pourrait s'agir du véritable père de Jésus. Plusieurs critiques estiment toutefois que les éléments évoqués notamment par James Tabor (en) sont trop ténus pour en apporter la preuve,.

## La sculpture funéraire

### Découverte
En octobre 1859, lors de la construction d'un chemin de fer dans le quartier Bingerbrück de Bingen am Rhein en Allemagne, les pierres tombales de neuf soldats romains ont été découvertes accidentellement,. Une de ces pierres sculptées était celle de Tiberius Iulius Abdes Pantera. Elle a été découverte dans un cimetière romain, à 20 km au nord de Bad Kreuznach, là où la rivière Nahe rejoint le Rhin. Elle est actuellement conservée au musée Römerhalle de Bad Kreuznach (de),.
On peut y lire à sa base (photographies identiques ci-contre) l'inscription suivante (CIL XIII 7514),,, :
TIB(erivs) IVL(ivs) ABDES PANTERA
SIDONIA ANN(orvm) LXII
STIPEN(diorvm) XXXX MILES EXS(ignifer ?)
COH(orte) I(era) SAGITTARIORVM
H(ic) S(itvs) E(st)
soit :
Tiberius Iulius [Tibère Jules] Abdes Pantera
de Sidon(,) âgé de 62 ans
(en) ayant servi 40(,) militaire ancien (porte-enseigne ?)
de la 1re cohorte d'archers
se trouve ici

### Analyse de l'inscription
Le nom Pantera, d'origine grecque (Πανθήρα Panthêra), est ici en latin comme l'ensemble de l'inscription. C'était peut-être son nom de famille, il peut signifier panthère, mais aussi faire référence à un toponyme. Les noms de Tiberius Iulius sont ceux de Tibère : cela prouve qu'Abdes Pantera a acquis la citoyenneté romaine sous le règne de cet empereur. Le nom Abdes est une forme particulière de Abdias, qui retranscrit en latin et en grec (Αβδίας) le nom juif Åôbadyâh (עֹבַדְיָה), signifiant « esclave (Abd) de Yâh(weh) » : cela suggère que Pantera était un juif, ou au moins un sémite . Il se disait originaire de Sidonia, qui est identifié à Sidon en Syro-Phénicie, et s'était engagé dans la Cohors I Sagittariorum (la Première Cohorte d'Archers).
Avant la fin du XIXe siècle, des spécialistes de l'histoire avaient émis l'hypothèse que le nom Pantera était un nom rare ou même qu'il avait été inventé. Mais en 1891 l'archéologue Charles Simon Clermont-Ganneau a montré que c'était un nom qui était en usage en Judée pour d'autres personnes, et Adolf Deissmann a montré par la suite que c'était un nom commun à l'époque, et qu'il n'était pas rare chez les soldats romains au IIe siècle,,,.
À cette époque, les enrôlements dans l'armée romaine duraient 25 ans pour les non-citoyens, ou 16 ans pour les citoyens. Pantera, qui n'avait pas la citoyenneté romaine au moment de son engagement, l'a vraisemblablement acquise au terme de sa première période de 25 ans, sous le règne de Tibère, avant de se rengager pour 16 ans. Il a servi au total 40 ans dans l'armée, jusqu'à sa mort à 62 ans. L'empereur Tibère a régné entre 14 et 37, et la Cohors I Sagittariorum était en poste en Syrie en l'an 6, puis en Dalmatie, avant d'être transférée vers le Rhin en l'an 9. Pantera était peut-être le porte-drapeau de sa cohorte.

## Le nom «Pantera»

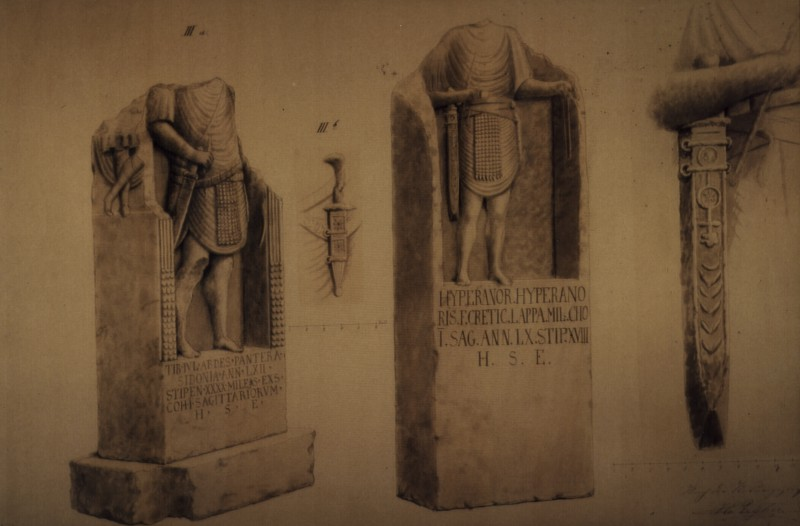
Les sculptures funéraires romaines retrouvées à Bingen am Rhein (celle de Tiberius Iulius Abdes Pantera est à gauche).

Dans le Talmud, Jésus est souvent appelé ben Pantera (fils de Pantera). Une partie de ces passages ont subi la censure des autorités catholiques au Moyen Âge, la publication du Talmud ayant été interdite à plusieurs reprises et n'ayant finalement pu être publié qu'amputé de ces passages litigieux. Dans ces derniers, Jésus est souvent appelé Jésus ben Pantera, c'est-à-dire Jésus fils de Pantera, ou Pentera. Selon Simon Claude Mimouni, pour échapper à la censure chrétienne, la majorité des textes imprimés remplacent Pantera par Peloni, c'est-à-dire « fils de untel ». On trouve la même appellation dans les Toledot Yeshou, versions juives de la vie de Jésus qui ont été considérées comme des parodies des évangiles,, et dont les plus anciennes versions datent du Moyen Âge, mais semblent attestés dès le IXe siècle.
Au sujet de ce nom de Pantera (ou de ses variantes Pandera, Pandîrâ, Pândrî, Panṭerâ, Panthêr, Panthêra, Panthêros), de multiples hypothèses ont été avancées. « On l'a rapproché du grec pentheros le « beau-père ». On en a fait une déformation du grec parthenos, la « vierge ». » D'autres ont estimé qu'il s'agirait d'un ancien surnom donné à Jésus ou à sa famille dont on ne connaîtrait plus la signification. D'après Thierry Murcia, Panthêra serait tout simplement un autre nom (ou le surnom) du père de Jésus : Joseph (évangiles) et Panthêra (Celse, sources rabbiniques) seraient donc un seul et même personnage.
Origène témoigne dans son Contre Celse que dès la seconde moitié du IIe siècle, des juifs évoquaient une naissance illégitime de Jésus, dont le père aurait été un soldat romain du nom de Panthêra. Celse est un philosophe polythéiste anti-chrétien de culture grecque. Dans son Discours véritable, auquel répond l'ouvrage d'Origène, il indiquait que ces informations lui avaient été communiquées par un juif érudit.
« Au IVe siècle, Épiphane affirme dans le Panarion 78, 7, que Pantera a été le surnom de Jacob, le père de Joseph, l'époux de Marie. Dans la Didascalie syriaque, un écrit liturgico-canonique du début du IIIe siècle, la mère de Jésus est fille de Joachim, fils de Pantera, frère de Melchi, de la famille de Nathan et fils de David. » Pour Simon Claude Mimouni, « cette explication paraît assez vraisemblable, d'autant que la Didascalie syriaque rapporte nombre de traditions chrétiennes d'origine juive. » Au VIIe – VIIIe siècle, Jean Damascène écrit que « Lévi, descendu de David par Nathan, eut pour fils Melchi et Panther. Panther engendra barpanther et de barpanther sortit Joachim, père de la sainte vierge. » Selon ces Pères de l'Église, Jésus aurait ainsi des ancêtres appelés Pantera, aussi bien dans sa branche paternelle que maternelle, ce qui est compatible avec le fait que cette famille pratiquait semble-t-il des mariages à l'intérieur de la même tribu, avec des membres de la famille proche, comme l'indiquent Eusèbe de Césarée, Jules l'Africain, ainsi que les généalogies de Jésus, notamment celles en syriaque.

## Hypothèse d'une connexion avec Jésus
James Tabor, après d'autres historiens, a émis l'hypothèse d'un éventuel lien entre Abdes Pantera et la famille de Jésus. Il estime que les informations de Celse au sujet d'une naissance illégitime de Jésus peuvent être exactes. Il note que des phrases comme « N'est-ce pas le charpentier, le fils de Marie, le frère de Jacques, de José, Juda et Simon » que l'on trouve dans l'évangile attribué à Marc (6,3), indiqueraient que Jésus n'est pas le fils légitime de Joseph, puisque l'on parle du fils de Marie, alors que dans la société juive de l'époque, l'usage est de distinguer un fils avec le nom de son père, et qu'il ne semble pas exister d'autres exemples d'une telle pratique. De même, on peut remarquer qu'en parlant de Jésus dans l'une de ses lettres, Paul de Tarse (saint Paul) écrit qu'il est « né d'une femme ». Pour J. Tabor, il en est de même pour la réponse que font les adversaires juifs de Jésus dans l'évangile attribué à Jean : « Nous ne sommes pas nés de la prostitution (Jn 8,41) », une accusation contre Jésus que l'on retrouve de façon explicite dans les Actes de Pilate, ainsi que dans le Talmud et les Toledot Yeshou,. Il pense qu'un soldat de ce nom, originaire de Sidon où les évangiles synoptiques disent que Jésus s'est rendu et vivant à la bonne période, pourrait donc être le père de Jésus : la carrière de Tiberius Iulius Abdes Pantera montre en effet qu'il se trouvait dans la région de la Palestine, lorsqu'il était jeune, à l'époque de la conception de Jésus. 
La proposition de J. Tabor n'a pas suscité un accueil très favorable chez d'autres historiens, qui estiment souvent trop ténus les liens relevés entre Tiberius Iulius Abdes Pantera et la famille de Jésus.
Dans le contexte polémique des premiers siècles du christianisme, où la plupart des écrits, chrétiens comme anti-chrétiens, visaient plus à convaincre qu'à exprimer des vérités historiques, on ne peut accorder un crédit total aux affirmations des uns ni des autres. Le Discours véritable de Celse est la seule source à indiquer que le père illégitime de Jésus appelé Panthêra serait un soldat romain (cependant, la version Wagenseil du Toledot Yeshou dit qu'il s'agissait d'un voisin nommé Joseph Pandéra פּנדרא, « valeureux à la guerre »). Certains Pères de l'Église parlent bien de Pantera, Panther, Panthera ou bar Panther (fils de Panther) parmi les ancêtres de Jésus, mais il s'agit pour eux des filiations légitimes qui conduisent à Joseph ou Marie. Quant aux sources juives — elles aussi polémiques — qui confirment la tradition orale dont parle Celse, elles ne précisent pas que Pantera, dont Jésus serait le fils, était un soldat romain.

## Sources
- (de) P.Haupt/S.Hornung: Ein Mitglied der Heiligen Familie? Zur Rezeption eines römischen Soldatengrabsteines aus Bingerbrück. Kr. Mainz-Bingen. In: Archäologische Informationen 27/1, 2004, p. 133–140 ; ebenso in: Heimatjahrbuch für den Landkreis Mainz-Bingen 2006, p. 67-74.
- (en) James Tabor, The Jesus Dynasty: A New Historical Investigation of Jesus, His Royal Family, and the Birth of Christianity, éd. Simon & Schuster, New York, 2007  (ISBN 0-7432-8723-1).
- (fr) Thierry Murcia, « Yeshua Ben Panthera : l'origine du nom. Status quaestionis et nouvelles investigations », dans Judaïsme ancien / Ancient Judaism 2, 2014, p. 157-207.